# Tưởng Cần Cần
Tưởng Cần Cần (tiếng Trung: 蔣勤勤, tiếng Anh: Jiang Qinqin, sinh ngày 3 tháng 9 năm 1975) là một nữ diễn viên người Trung Quốc.

## Nghệ danh
Nhận xét về cô, Quỳnh Dao hình dung: "Thanh linh như thủy, ưu mỹ như mộng", và bà đã đặt cho cô một nghệ danh mới: Thủy Linh (chữ Hán phồn thể: 水靈, chữ Hán giản thể: 水灵, bính âm: Shuǐling). Ngoài ra, cô còn có tên tiếng Anh là Angel và tên thân mật là 77.

## Tiểu sử
Năm 10 tuổi, Tưởng Cần Cần được gia đình cho đi học kinh kịch tại trường nghệ thuật Trùng Khánh. Năm 1994, cô quyết định thi vào Học viện Điện ảnh Bắc Kinh và đạt thủ khoa trong đợt tuyển sinh năm đó. Sau 4 năm, cô tốt nghiệp học viện và tham gia Xưởng phim Bắc Kinh.
Bộ phim Kiều gia đại viện chính là bà mối đưa diễn viên Trần Kiến Bân và Tưởng Cần Cần đến bên nhau. Khi bộ phim hoàn tất cũng là lúc hai người đi đến hôn nhân.

## Gia đình
Tưởng Cần Cần và Trần Kiến Bân kết hôn vào ngày 22 tháng 2 năm 2006. Tất cả diễn ra nhanh chóng và thuận lợi. Hiện tại, gia đình nhỏ của đôi vợ chồng nghệ sĩ này đang rất hạnh phúc. Đây có thể coi là cặp vợ chồng tiêu chuẩn của làng giải trí Hoa ngữ.
Vào lúc 9 giờ 46 phút ngày 8 tháng 1 năm 2007, Tưởng Cần Cần đã sinh một bé trai cân nặng 3.85 kg tại bệnh viện Hiệp Hoà, Bắc Kinh. Vào ngày 2 tháng 7 năm 2018, cô sinh tiếp bé trai thứ hai 

## Sự nghiệp
"Nỗi lòng thấu trời xanh" là bộ phim truyền hình đầu tiên của nữ văn sĩ Quỳnh Dao được thực hiện tại Trung Quốc. Và Tưởng Cần Cần đã được bà đã mời đảm nhận vai chính. Nhờ vai diễn Tiêu Vũ Phụng này, cô đã trở thành ngôi sao màn ảnh nhỏ được nhiều người biết đến.
Nhiều người cho rằng Tưởng Cần Cần chỉ phù hợp với những vai công chúa, tiểu thư xinh đẹp hoặc các nhân vật có số phận bi thương có cuộc tình éo le. Song bản thân cô lại không thích những kiểu vai như thế. Cô phát biểu: "tôi muốn được thể hiện nhiều loại vai khác nhau càng đa dạng càng hứng thú". Và cô đã chứng tỏ điều đó qua các nhân vật như: nữ thám tử gan dạ võ nghệ phi phàm trong bộ phim "Thám tử kinh đô", là nữ hiệp Nghê Thường trong bộ phim "Nữ hiệp sĩ tóc trắng" (Bạch phát ma nữ), nàng Ngọc Kiều Long cao ngạo bướng bỉnh trong bộ phim truyền hình "Ngọa hổ tàng long". Hay với vai diễn Mục Niệm Từ trong "Tân anh hùng xạ điêu 2003", cô được yêu thích nhất, thậm chí hơn cả Hoàng Dung (do Châu Tấn thể hiện). Và diễn xuất của cô được giới báo chí đánh giá rất cao trong một vai phản diện phim "Bán sinh duyên", đóng cùng Lâm Tâm Như.
Sau một loạt các sê-ri phim truyền hình khá thành công tại Đài Loan như Bạch Phát Ma Nữ, Ngọa Hổ Tàng Long, Phong Vân... cô quyết định trở về đóng phim truyền hình Trung Quốc. Vai diễn Mục Niệm Từ trong sê-ri "Tân anh hùng xạ điêu 2003" đã giúp cô chiếm được nhiều tình cảm của khán giả và đánh dấu sự thành công của Tưởng Cần Cần trên màn ảnh nhỏ Trung Quốc.
Các vai diễn của cô phần lớn đều là những phụ nữ có cá tính, mạnh mẽ, tài sắc nhưng bất hạnh. Những bộ phim tiêu biểu trong sự nghiệp của Tưởng Cần Cần gồm Bán sinh duyên, Cái tát tai vang dội, Kiều gia đại viện... Các vai diễn về sau của cô đã giúp cô dần thoát khỏi cái mác "bình hoa di động" và được đánh giá là diễn viên thực thụ...
Đặc biệt, trong ba năm trở lại đây, tài năng diễn xuất của Tưởng Cần Cần đã được giới chuyên môn ghi nhận. Trong năm 2004, cô nhận được đề cử giải Nữ diễn viên chính xuất sắc nhất Liên hoan phim Kim Kê - Bách Hoa cho vai diễn trong Cái tát tai vang dội dù sau đó không nhận được giải thưởng. Sang năm tiếp theo, cô vinh dự nhận được giải thưởng Kim Phượng Hoàng do Hiệp hội nghệ thuật Trung Quốc trao tặng cho những cố gắng nỗ lực của cô suốt 2 năm hoạt động nghệ thuật (năm 2004 và 2005).
Bước ngoặt lớn nhất trong sự nghiệp của cô chính là giải Nữ diễn viên truyền hình nổi tiếng nhất tại lễ trao giải LHP truyền hình Kim Ưng - Trung Quốc diễn ra vào tháng 10/2006. Tại lễ trao giải năm 2006, nữ diễn viên Tưởng Cần Cần và chồng cô - nam diễn viên Trần Kiến Bân đã trở thành tâm điểm ống kính của giới truyền thông, vì đó là lần đầu tiên kể từ khi kết hôn, hai người cùng sánh vai xuất hiện trước công chúng và cùng bước lên sân khấu nhận giải thưởng.

## Các phim đã tham gia

### Phim điện ảnh
| Năm  | Tên | Vai                            | Bạn Diễn | Ghi chú |
| ---- | --- | ------------------------------ | --- | --- |
| 1993 | Thiết Huyết truyền kỳ 辛棄疾鐵血傳奇 辛弃疾铁血传奇 铁血传奇 Xin qi ji tie xue chuan qi Tiexue Chuanqi                                                        |                                | 刘燕军 (Liu Yanjun), 毕丹 (Bi Dan), 胡正中 (Hu Zheng Zhong), 杨新洲 (Yang Xin Zhou) | Đạo diễn: 李灵明 (Li Lin Ming) Biên kịch: 王资鑫 (Wang Zi Xin) Thể loại: Kịch Phim màu Công ty phát hành: 峨眉电影制片厂 (Emei Film Studio) |
| 1994 | Tân đại tiểu bất lương Tham vọng bá chủ thiên hạ 新大小不良 Xin da xiao bu liang San dai siu bat leung Bloody brothers One wants to control the world         | Tiểu Dao 小遙 Xiǎo yáo         | Trương Vệ Kiện, Trịnh Tắc Sĩ, Ông Hồng (Yvonne Yung), Dick Wei, Ho Ka-Kui | Phim Hồng Kông Đạo diễn: Norman Law Ngôn ngữ: Tiếng Quảng Đông |
| 1997 | Đoàn du lịch giảm cân 减肥旅行团 Jian fei lu xing tuan Fitness tour                                                                                           | Tinh Tinh tiểu thư Ms Jingjing | Lydia Shum | Phim Hồng Kông Đạo diễn: Guo Quan Liu Ngôn ngữ: Tiếng Quảng Đông Thời lượng: 90 phút |
| 2000 | Anh hùng Trịnh Thành Công 鄭成功1661 英雄郑成功 英雄鄭成功 國姓爺合戰 Ying xiong Zheng Chen Gong The Sino-Dutch War 1661 Hero Zheng Chengong Kokusenya Kassen | Thạch Lương 薛良 Xue Liang     | Triệu Văn Trác, Yôko Shimada, Đỗ Chí Quốc (Du Zhi Guo), Zhang Shan | Phim Trung Quốc, Hồng Kông Đạo diễn: Wu Ziniu Quay phim: Huhewula Yi Ngôn ngữ: Tiếng Quảng Đông Thời lượng: 101 phút Đề cử: Giải Kim Kê cho Nam diễn viên chính xuất sắc nhất |
| 2001 | 7 đêm 七夜 Qi ye Seven nights | Tống Dao 宋瑤 Song Yao         | Liễu Vân Long (Liu Yunlong), Trương Tịnh Sơ (Zhang Jingchu), Cao Cuifen, Li Haitao | Phim kinh dị Đạo diễn: Zhang Qing Ngôn ngữ: Tiếng Quan Thoại Thời lượng: 101 phút |
| 2008 | Một phần hai ngàn linh tám (Lạc địa) 2008分之一之...... - 落地 2008 fen zhi yi 2008分之1 One 2008th                                                           | 簡訊媽媽 Jiǎnxùn māmā          | Quách Phú Thành, Tôn Lệ, Đào Hồng, Trương Lương Dĩnh, Lưu Tuyền, Phạm Vĩ | Phim công ích |
| 2009 | Tất cả mộng ước đều nở hoa 所有梦想都开花 City of dream | Lâm Phương 林芳 Lin Fang       | Lê Nặc Ý (黎诺懿) (Chris Lai), Trần Chỉ Tinh (陈芷菁) (Astrid Chan), 张铮, Đổng Tuệ (温智美), 关思婷 | Phim Trung Quốc Đạo diễn: Trịnh Hoa Công ty sản xuất: Tập đoàn điện ảnh Châu Giang Ngôn ngữ: Tiếng Quan Thoại Thời lượng: 95 phút |
| 2010 | 大太陽 大太阳 Da tai yang The sun | 樱桃 Yīngtáo                   | Liu Pei Qi, Ni Ping, Ngôn Tôn (Wu Jun) (Wu Chun), Lin Hao, Chang Rong, Gao Guorong | Đạo diễn: Yang Yazhou Ngôn ngữ: Tiếng Quan Thoại |
| 2014 | Mục tiêu số 1 Truy tìm nội gián Vương bài 一号目标 王牌 Yi hao mu biao Who is undercover The first target                                                     | 吕一然 Lǚyīrán                 | Lưu Tiểu Phong (刘小锋) (Liu Xiaofeng), 孙茜 (孫茜) (Sun Qian), 孙维民 (Sun Weimin), Trương Dao (张瑶) (Zhang Yao) (Yiyad Zhang), Morni Chang, Hou Yong, Ni Dahong, Huang Wei, Murray Clive Walker, Guo Jinglin, Lin Dongfu, Liu Xin, Zhai Wanchen, Xue Shan | Phim Trung Quốc Đạo diễn: Zhai Junjie Ngôn ngữ: Tiếng Quan Thoại Thời lượng: 108 phút |
| 2014 | Một bước đi Không thể chạm tới 触不可及 Chu bu ke ji One step away                                                                                            | 卢秋漪 Lúqiūyī                 | Tôn Hồng Lôi, Quế Luân Mỹ, Phương Trung Tín, Từ Tĩnh Lôi, Thái Thiếu Phân, Huang Lei, Xi Meijuan, Fang Jun, Chonghui Duanmu, Li Hua, Kevin Tan | Thời lượng: 100 phút Đạo diễn: Triệu Bảo Cương Biên kịch: Nhậm Bảo Như, Cao Toàn Thể loại: Tình cảm, Chiến tranh, Dân quốc Bài hát chính trong phim: Yêu nhau không thể đến với nhau - Vương Phi |
| 2014 | Một chiếc thìa 一个勺子 Yi ge shao zi A Fool | 金枝子 Jīnzhī zi               | Trần Kiến Bân, Kim Thế Giai, 王学兵 (Wang Xuebing) | Đạo diễn: Trần Kiến Bân Tác giả kịch bản: Trần Kiến Bân Ngôn ngữ: Tiếng Quan Thoại Thời lượng: 103 phút Giải thưởng: Giải Kim Kê cho Phim đạo diễn đầu tay xuất sắc nhất, Đạo diễn với tác phẩm đầu tay xuất sắc nhất, nam chính xuất sắc nhất Kim Mã Đề cử: Giải Kim Kê cho Diễn viên nam chính xuất sắc nhất, Giải Kim Kê cho Kịch bản chuyển thể hay nhất |
| 2016 | 没有别的爱 Mei you bie de ai No other love |                                | Viên Tuyền (Yuan Quan), Wang Qianyuan, Yang Zishan, Jiao Gang, Qi Xi | Phim Trung Quốc Đạo diễn: Zhao Wei Ngôn Ngữ: Tiếng Quan Thoại |
| 2017 | 完美有多美 Wan mei you duo mei The Door |                                | 傅穎 (Theresa Fu), 姜武 (Jiang Wu) (Khương Võ) | Đạo diễn: Dong Liang |

### Phim truyền hình
| Năm  | Tên phim | Vai diễn                                                                                 | Bạn diễn | Ghi chú |
| ---- | --- | ---------------------------------------------------------------------------------------- | --- | --- |
| 1992 | Mị Thái Quan Âm 媚态观音 Meitai Guanyin | Quan Âm 媚态观音 Meitai Guanyin                                                          | | |
| 1996 | Tây Thi 西施 Xishi | Tây Thi 西施 Xishi                                                                       | Khấu Chấn Hải, Từ Thiếu Hoa (徐少华), Trương Thu Ca, Trương Quang Chính, Từ Lộ | Số tập: 21 |
| 1998 | Câu chuyện Tiểu Phụng Tiên Gái điếm đẹp Thượng Hải 小凤仙的故事 沪上艳妓                                                                                         | Tiểu Phụng Tiên 小凤仙 Xiǎo Fèng Xiān                                                    | Đông Thuỵ Hân, Vương Huy, Trần Thiếu Trạch, Thu Sướng | Số tập: 16 |
| 1998 | Đông Chu liệt quốc phần Xuân Thu 东周列国春秋篇 Kingdoms of the Spring and Autumn Period of the Eastern Zhou Dynasty Eastern Zhou Dynasty Various Nations        | Tề Khương 齐姜 Qi Jiang                                                                  | Vương Lập Tân, Đường Quốc Cường, Hồ Quân, Vương Hội Xuân | Số tập: 30 |
| 1998 | Nỗi lòng thấu trời xanh Trời xanh đổ lệ Trời xanh nhỏ lệ Thương thiên hữu lệ 苍天有泪 蒼天有淚 Tears in heaven                                                   | Tiêu Vũ Phụng 萧雨凤 Xiao Yufeng                                                         | Độ Tông Hoa (Đường Tông Hoa) (庹宗华), Chu Ân (朱茵), Tiêu Ân Tuấn (焦恩俊), Lưu Đức Khải (刘德凯), Đặng Tiệp (邓婕), Trần Chiêu Vinh (陈昭荣), Nhạc Diệu Lợi (岳跃利), Trần Minh Chân          | Tiểu thuyết "Trời xanh đổ lệ" của Quỳnh Dao Đạo diễn: Hà Tú Quỳnh Số tập: 30 |
| 1998 | Thám tử thành đô Thần thám kinh đô Diệu thần Đinh Đinh Đang 京都神探 妙探叮叮当 Jingdu Shentan                                                                   | Kỳ Mộng Cô 祁梦姑 Qi Menggu                                                              | Ngô Mạnh Đạt, Hoắc Tư Yến, Từ Cẩm Giang, Cái Lệ Lệ | Đạo diễn: Lý Đại Duy Số tập: 21 |
| 1999 | Khang Hi vi hành phần 1: Bát bảo truyện Khang Hy vi hành phần 1: Bát bảo truyện 康熙微服私访记之八宝粥记 Kangxi Weifu Sifang Ji Zhi Babaozhou Ji                 | Vân Xảo 朱云巧 Zhu Yunqiao                                                               | Trương Quốc Lập, Đặng Tiệp, 赵亮 | |
| 1999 | Thái tử lưu manh Âm mưu hoán chúa 流氓太子 苏州二公差 Liumang Taizi Sūzhōu èr gōngchāi                                                                           | Đoạn Ngọc 段玉 Duan Yu                                                                   | Lữ Tụng Hiền, Trần Quốc Bang (陈国邦) (Power Chan), Hà Bửu Sinh, Doãn Thiên Chiếu, 沈晓海, 王渝文, 何贵林, 黄达亮, 阎青妤, 金士杰, 陈海恒, 沈晓海                                               | |
| 1999 | Hý thuyết Hoa Đà Thần y Hoa Đà 神医华陀 Shenyi Hua Tuo Miracle doctor Hua Tao                                                                                    | Nhu Nhu công chúa 柔柔公主 Rou Rou gongzhu Princess Rourou                               | Độ Tông Hoa (Đường Tông Hoa) (庹宗华), Ngu Hiểu Huỷ, Thiệu Phong, Uất Phương, Cao Hùng, 虞晓卉、卢星宇                                                                                          | Số tập: 33 |
| 1999 | Bạch phát ma nữ Nữ hiệp sĩ tóc trắng 白发魔女 Bai fa mo nu Romance of the White Haired Maiden                                                                    | Luyện Nghê Thường Ngọc La Sát 练霓裳 Lian Nishang                                        | Trương Trí Lâm, Trần Tuấn Sanh (陈俊生) (Chen Jun Sheng) | Phim Đài Loan Ngôn ngữ: Tiếng Quan Thoại Số tập: 44 tập (45 phút/tập) |
| 1999 | Đạt Ma sư tổ 达摩祖师 菩提达摩传奇 Damo Zushi Pútí dá mó chuánqí Master of zen                                                                                   | Hồ Cơ Hu Ji                                                                              | Lữ Lương Vỹ, Du Tiểu Phàm, Phạm Băng Băng, Ông Hồng | |
| 2000 | Thần thám Khoa Lam Đội đặc nhiệm thần thám 神探科蓝 Shentan Ke Lan                                                                                               | Lý Hạnh Nhi Li Xing'er                                                                   | Lý Á Bằng, Tôn Lợi, Độ Tông Hoa (Đường Tông Hoa) (庹宗华) | Số tập: 28 |
| 2000 | Tân ngọa hổ tàng long Ngọa hổ tàng long Long đàm hổ huyệt 卧虎藏龙 臥虎藏龍 Wo hu cang long Crouching Tiger, Hidden Dragon                                       | Ngọc Kiều Long Yu Jiaolong                                                               | Hà Nhuận Đông, Hoàng Dịch (Huỳnh Dịch), Khưu Tâm Chí, Trương Thần Quang (Zhang Chen Guang), Trần Tử Hàm, Angus Tung                                                                             | Phim Đài Loan Ngôn ngữ: Tiếng Quan Thoại Số tập: 34 |
| 2000 | Vì nghĩa phụ tình Cành mai điểm tuyết Tân nhất chi mai Thanh Hà tuyệt luyến 青河绝恋 Qing he jue lian Xin yi jian mei New may flower Grief over qinghe river     | Thẩm Tâm Từ và Triệu Tú Vân Shen Xinci & Liang Xiuyun                                    | Triệu Văn Trác, Vương Diễm (Rebecca Wang), Trần Chiêu Vinh (陈昭荣), Huỳnh Mân Sơn (邢岷山), Vu Lợi, Trần Lê Vân, Lâm Di Chánh, Hồ Bội Liên, Lưu Tích Minh (Canti Lau)                          | Phim Trung Quốc Đạo diễn: Ding Yangguo Ngôn ngữ: Tiếng Quan Thoại Số tập: 40 (45 phút/tập)                                                                                            |
| 2001 | Vương Trung Vương Vua bịp ân thù Bá vương 王中王 Wang Zhong Wang The Royal Die Hard The King of the Middle King                                                  | Tiêm Vân công chúa Tiêm Vân cách cách Princess Qianyun                                   | La Gia Lương, Huỳnh Hải Băng, Dương Quang | Bối cảnh: Cuối đời Thanh |
| 2001 | Phong Vân 1 - Hùng bá thiên hạ 风云雄霸天下 風雲雄霸天下 Feng Yun Wind and Cloud                                                                                 | Minh Nguyệt và Đệ Nhị Mộng Mingyue & Second Dream                                        | Triệu Văn Trác, Hà Nhuận Đông, Đào Hồng, Ngô Thần Quân, China Dolls, Sonny Chiba, Vương Hỷ (王喜), Giang Tổ Bình, Tôn Hưng, Huỳnh Mân Sơn (邢岷山)                                              | Phim Trung Quốc Đạo diễn: Từ Tiến Lương Ngôn ngữ: Tiếng Quan Thoại Số tập: 44 (45 phút/tập)                                                                                           |
| 2002 | Bán sinh duyên Bán sanh duyên Lỡ duyên Nửa đời tình duyên 半生緣 Ban sheng yuan Fated for half a lifetime Affair of half a lifetime Half life fate               | Cố Mạn Lộ Gu Manlu                                                                       | Lâm Tâm Như, Đàm Diệu Văn, Lý Lập Quần, Thường Thành (常鋮), Hình Dân Sơn (Huỳnh Mân Sơn) (邢岷山), Hồ Khả                                                                                      | Tiểu thuyết: Bán sinh duyên (hay tên khác là Thập bát xuân) (Trương Ái Linh) Đạo diễn: Hồ Tuyết Dương Số tập: 35 Trung Quốc                                                           |
| 2002 | Anh hùng bản sắc Anh hùng 风云争霸 英雄本色 Fengyun Zhengba Yīngxióng běnsè Hero                                                                                 | Bắc Đường Hình Nhi Beitang Xing'er                                                       | Huỳnh Thiếu Kỳ, Nguyễn Đan Ninh | Đạo diễn: Thái Tinh Thịnh, Trịnh Cơ Thành Số tập: 30 Bối cảnh: Cuối nhà Nguyên, đầu nhà Minh                                                                                          |
| 2002 | Tứ đại danh bộ Tứ đại danh thám 四大名捕 四大名捕会京师 Si da ming bu Si da ming bu hui jing shi The four detective guards Four famous agents                    | Hắc Hồ Điệp Hei Hudie Black Butterfly                                                    | Chung Hán Lương, Lý Tương, Vương Diễm (Rebecca Wang), Cha In Pyo, Tưởng Nghị, Châu Lỗi | Tiểu thuyết: Tứ đại danh bộ Đạo diễn: Liu Hai Bo (刘海波) |
| 2002 | Hoàn Châu công chúa III Hoàn Châu cách cách III Thiên thượng nhân gian 还珠格格三之天上人间 Princess pearl III                                                   | Kỹ nữ Hạ Doanh Doanh Xia Yingying                                                        | Địch Long, Hoàng Dịch (Huỳnh Dịch), Cổ Cự Cơ, Mã Y Lợi, Châu Kiệt, Huỳnh Hiểu Minh, Tần Lam, Lưu Đào, Vương Diễm (Rebecca Wang)                                                                 | Phim Trung Quốc Tiểu thuyết cùng tên của Quỳnh Dao Ngôn ngữ: Tiếng Quan Thoại Số tập: 40 tập (45 phút/tập)                                                                            |
| 2003 | Mạt đại hoàng phi 末代皇妃 Mo dai huang fei The last concubine                                                                                                   | Hoàng phi Văn Tú Wenxiu                                                                  | Lý Á Bằng, Hoàng Dịch (Huỳnh Dịch), Lưu Đào, Vương Á Nam, Jonathan Kos-Read | Đạo diễn: Teng Wenji Thời lượng: 40 tập (45 phút/tập) |
| 2003 | Tân anh hùng xạ điêu 2003 射鵰英雄傳 射雕英雄传 She diao ying xiong chuan She diao ying xiong zhuan The Legend of the Condor Heroes                              | Mục Niệm Từ Mu Nianci                                                                    | Châu Kiệt, Châu Tấn, Lý Á Bằng, Hà Tình, Trương Kỷ Trung | Tiểu thuyết Kim Dung Số tập: 42 Hãng phim: CCTV, (Trung Quốc) |
| 2004 | Cái tát tai vang dội 耳光响亮 A Loud Slap Từ điển người chị Tỷ tỷ tự điển Nhật ký chị gái 姐姐詞典電視電影 姐姐词典 Jiejie Cidian Sister dictionary              | Ngưu Hồng Mai 牛红梅 Niu Hongmei                                                         | | Đạo diễn: Qinmin Jiang Đề cử: Giải Kim Kê cho Nữ diễn viên chính xuất sắc nhất |
| 2004 | Đại Hán nữ anh hùng Đại Hán cân quắc Nữ anh hùng Đại Hán 大汉巾帼 Dahan Jinguo Heroine of Han Dynasty                                                            | Tân Truy Xin Zhui                                                                        | Nhiếp Viễn (vai Phù Thân), Vương Huy (vai Lợi Thương, đại tướng quân Lưu Bang), Lưu Vân, Khấu Chấn Hải, Thang Gia Lệ, Trình Lệ Ta, Tạ Viên                                                      | Đạo diễn: Lý Bình Số tập: 42 Bối cảnh: Cuối đời nhà Lương, đầu nhà Hán, Hán Sở phân tranh                                                                                             |
| 2004 | Hương phấn thế gia Hương phấn truyền kỳ 香粉世家 Xiang fen shi jia Face powder family Xem phim                                                                   | Liên Y Lianyi                                                                            | Trần Hiểu Đông, Thang Trấn Nghiệp, Lạc Gia Đồng, Chu Hiểu Ngư, Lưu Giai Giai, Hoàng Mai Oanh, Lý Đại Cương, Thi Đan Giang, Dương Bội Hành, Trần Tư Tuyền                                        | Tiểu thuyết: Liên Y của ai Đạo diễn: Lý Đại Vi Thời lượng: 30 tập (45 phút/tập) |
| 2005 | Kiều gia đại viện Gia tộc họ Kiều 乔家大院 喬家大院 Qiao jia da yuan Qiao's grand courtyard Qiao family courtyard                                                | Lục Ngọc Hàm 陆玉菡 Lu Yu Han                                                            | Trần Kiến Bân, Mã Y Lợi | Đạo diễn: Hồ Mai Số tập: 45 Trung Quốc Top "10 bộ phim xuất sắc" LHP phim truyền hình Kim Ưng lần 6 (2006) Bộ phim này được xem là tác phẩm định tình của cô và chồng (Trần Kiến Bân) |
| 2005 | Nếu ánh trăng có mắt Khi vầng trăng sáng 如果月亮有眼睛 Ru guo yue liang you yan jing If the moon has eyes                                                       | Phạm Mai Nhân Fan Meiyin                                                                 | Cù Dĩnh, Dương Cung Như, Liên Khải, Cảnh Lạc, Tần Hải Lộ, Andrew Lin, Trương Đạt Minh, Chen Sisi                                                                                                | |
| 2007 | Tứ thế đồng đường Tứ đại đồng đường 四世同堂 Si shi tong tang Four generations under one roof The yellow storm                                                   | Vận Mai Yunmei                                                                           | Huỳnh Lỗi, Triệu Bảo Cương, Nguyên Thu | Tiểu thuyết: Tứ thế đồng đường (Tác giả: Lão Xá) Đạo diễn: Uông Tuấn Bối cảnh năm 1937, khi quân Nhật tràn vào Bắc Bình (tức Bắc Kinh)                                                |
| 2010 | Đại thời đại Thời đại mới 大时代 The great time | Lương Hồng Ngọc 梁红玉                                                                   | Đoạn Dịch Hoành, Cao Hổ, Tiết Giai Ngưng, Tôn Hải Anh, Trương Mông | Đạo diễn: Uông Tuấn Công ty sản xuất: Hoa Nghị Huynh Đệ Bối cảnh: thành phố Thâm Quyến từ 1991 đến 2009                                                                               |
| 2010 | Trung Quốc 1945 - Sóng gió Trùng Khánh Sóng gió Trùng Khánh Kiến quốc đại nghiệp (phiên bản truyền hình) Đại nghiệp kiến quốc (phiên bản truyền hình) China 1945 | Tống Mỹ Linh 宋美龄                                                                      | | |
| 2011 | Khai thiên lập địa 开天辟地 Kai tian bi di Beginning of an Era                                                                                                   | Tống Khánh Linh 宋庆龄 Song Qing Ling                                                    | Huỳnh Hải Băng, Trần Kiến Bân | Phim Trung Quốc Đạo diễn: Yang Jun Thời lượng: 36 tập (45 phút/tập) |
| 2013 | 姥爷的抗战 Lao ye de kang zhan Grandpa's anti Japanese war Grandpa's resistant war                                                                               | 谭丽萍 Tánlìpíng                                                                         | Lý Tử Hùng, 王学圻 | |
| 2017 | 田姐辣妹 Tian jie la mei Spicy sisters | 田佳慧 Tiánjiāhuì                                                                        | Mục Đình Đình (穆婷婷), Vương Dương (王阳), 邓英 (Deng Ying), Thôi Ba (崔波) (Cui Bo), 郝泽嘉, 李帅, 吴天瑜, 鲍天琦, 戴墨, 岳菁蔚, 严昆, 王冠, 王奕格, 张嘉文, 张博                             | |
| 2017 | Cửu châu hải thượng mục vân ký 九州·海上牧云记 Jiu Zhou · Hai Shang Mu Yun Ji Tribes and Empires: Storm of Prophecy                                              | Nam Khô hoàng hậu (hoàng hậu của Đoan vương hoàng đế Mục Vân Cần) 南枯明仪 Empress Nanku | Hoàng Hiên, Đậu Kiêu, Trương Giai Ninh, Trương Quân Ninh, Văn Vịnh San, Wan Qian (万茜), Du Hạo Minh, Từ Lộ, Trương Tịnh Sơ, Nhiệt Y Trát, Hám Thanh Tử, Tưởng Nghị, Chu Nhất Vi, Bành Quán Anh | Nhà sản xuất: Lương Siêu Đạo diễn: Tào Thuẫn Số tập: 50 Khởi quay vào tháng 8/2015 tại Tân Cương                                                                                      |

## Giải thưởng
| Năm  | Giải thưởng                                            | Hạng mục                         | Phim                                        | Kết quả   | Tham khảo |
| ---- | ------------------------------------------------------ | -------------------------------- | ------------------------------------------- | --------- | --------- |
| 2001 | Giải Bách Hoa lần 24                                   | Nữ diễn viên chính xuất sắc nhất | Anh hùng Trịnh Thành Công - vai Thạch Lương | Đề cử     |           |
| 2004 | Giải Kim Kê lần 24                                     | Nữ diễn viên chính xuất sắc nhất | Từ điển người chị - vai Ngưu Hồng Mai       | Đề cử     |           |
| 2005 | Giải Beijing College Student Film Festival lần 12      | Nữ diễn viên chính xuất sắc nhất | Từ điển người chị - vai Ngưu Hồng Mai       | Đề cử     |           |
| 2005 | Giải Kim Phượng lần 10                                 | Society Award                    | Từ điển người chị - vai Ngưu Hồng Mai       | Đoạt giải | [ 43 ]    |
| 2006 | Giải Kim Ưng lần 23                                    | Nữ diễn viên chính xuất sắc nhất | Kiều gia đại viện - vai Lục Ngọc Hàm        | Đoạt giải |           |
| 2006 | Giải China Golden Eagle TV Arts Festival lần 6         | Most Popular Actress             | Kiều gia đại viện - vai Lục Ngọc Hàm        | Đoạt giải | [ 44 ]    |
| 2007 | Giải Phi thiên lần 26                                  | Outstanding Actress              | Kiều gia đại viện - vai Lục Ngọc Hàm        | Đoạt giải | [ 45 ]    |
| 2009 | Giải Hoa Biểu lần 13                                   | Outstanding Actress              | Tất cả mộng ước đều nở hoa - vai Lâm Phương | Đề cử     |           |
| 2011 | Giải Kim Kê lần 28                                     | Nữ diễn viên phụ xuất sắc nhất   | The Sun                                     | Đề cử     |           |
| 2012 | Giải Changchun Film Festival lần 11                    | Nữ diễn viên phụ xuất sắc nhất   | The Sun                                     | Đề cử     |           |
| 2015 | Giải China Image Film Festival lần 17                  | Nữ diễn viên chính xuất sắc nhất | Nhất cá chước tử                            | Đoạt giải | [ 46 ]    |
| 2016 | 1st Gold Aries Award Macau International Film Festival | Nữ diễn viên chính xuất sắc nhất | Nhất cá chước tử                            | Đoạt giải | [ 47 ]    |
| 2016 | Giải Beijing College Student Film Festival lần 23      | Nữ diễn viên chính xuất sắc nhất | Nhất cá chước tử                            | Đề cử     |           |

### Thêm
| Năm  | Giải | Tại                                             | Phim              |
| ---- | --- | ----------------------------------------------- | ----------------- |
| 2003 | Trao giải ứng viên thời trang                                                                                    |                                                 |                   |
| 2004 | Đủ điều kiện trao giải ứng viên thời trang Giải thưởng sáng tạo nhất cho phong cách đột phá                      | CCTV-MTV                                        |                   |
| 2004 | Giải thưởng trang điểm đẹp nhất "thời trang L`OFFICIEL"                                                          | Phục vụ bế mạc Liên hoan phim Kim Kê - Bách Hoa |                   |
| 2004 | Giải thưởng Sohu                                                                                                 |                                                 |                   |
| 2005 | Giải thưởng thời trang Channel Young                                                                             |                                                 |                   |
| 2005 | Giải thời trang cá tính Lycra Cool                                                                               | Shang Dadian của Trung Quốc                     |                   |
| 2007 | Danh sách bình chọn được đánh giá ấn tượng năm 2006 - Nữ diễn viên đại lục xuất sắc nhất năm 2006, Tưởng Cần Cần | được tài trợ bởi Bắc Kinh TV Week               |                   |
| 2007 | Nữ diễn viên đại lục nổi tiếng nhất                                                                              | Liên hoan phim truyền hình Phong Vân lần 3      | Kiều gia đại viện |
| 2008 | Nữ nghệ sĩ Trùng Khánh kiệt xuất                                                                                 |                                                 |                   |
| 2008 | Giải thưởng tôn vinh Nghệ sĩ hoạt động từ thiện nhiều nhất                                                       | do tạp chí "Hảo Quản Gia" trao tặng             |                   |

## Âm nhạc
| Bài hát        | Hát cùng                              | Tên phim                             | Sở hữu   |
| -------------- | ------------------------------------- | ------------------------------------ | -------- |
| 《回首寒梅》   | Triệu Văn Trác                        | Phim truyền hình "Vì nghĩa phụ tình" | Nhạc nền |
| 《几许情深》   |                                       | Phim truyền hình "Vì nghĩa phụ tình" | Trailer  |
| 《爱你之初》   |                                       | Phim truyền hình "Vì nghĩa phụ tình" | Tập phim |
| 《感恩的心》   | Trần Kiến Bân                         |                                      |          |
| 《婚誓》       | 夏雨                                  |                                      |          |
| 《心雨》       | 毛宁                                  |                                      |          |
| 《远情》       | Trần Kiến Bân                         |                                      |          |
| 《熊猫咪咪》   |                                       |                                      |          |
| 《我只在乎你》 | Trần Kiến Bân                         |                                      |          |
| 《隐形的翅膀》 | Vương Diễm, Mai Tình, Zhao lin (赵琳) |                                      |          |
| 《亲密爱人》   | Trần Kiến Bân                         |                                      |          |
| 《但愿人长久》 | Trần Kiến Bân                         |                                      |          |

## Quảng cáo
- 2003 - 2005: Thời trang YUQINGER
- 2005: quảng cáo mĩ phẩm Aupres-Shiseido
- 2006: cùng chồng là Trần Kiến Bân quảng cáo áo gió ZhuangChi
- 2006: Đại diện nhãn hiệu giày Juri
- 2006: Đại diện cho mĩ phẩm QAODSUHU
- 2007: cùng chồng đại diện cho nhãn hiệu sữa Ely
- 2007: đại diện phát ngôn cho mĩ phẩm OCEAN
- 2009: Đại diện cho nhãn hiệu điện thoại di động VITA mobile
- 2006: Đại diện cho nhãn hiệu gỗ lót sàn SUNDA
- 2009: Đại diện cho sản phẩm tã giấy Hao Zhi
- 2009: đại diện cho hãng đồ điện gia dụng Industry Yidaba
- Đại diện cho sản phẩm cháo Đồng Phúc